# Domenico La Forgia
Domenico La Forgia (Molfetta, 11 agosto 1928 – Brindisi, 27 giugno 2018) è stato un calciatore italiano.

## Carriera
Ala, giocò cinque stagioni in Serie A con Bologna ed Udinese (in prestito dai felsinei). per complessive 67 presenze e 7 reti in Serie A.
Ha totalizzato 1 presenza in Nazionale B (Grecia-Italia, 29 maggio 1955).
Ha inoltre totalizzato 17 presenze e 2 reti in serie B, tutte con la Salernitana, nella stagione 1949-1950.